# Luzay
Luzay település Franciaországban, Deux-Sèvres megyében. Lakosainak száma 621 fő (2022. január 1.). Luzay Luché-Thouarsais, Saint-Jean-de-Thouars, Saint-Varent, Plaine-et-Vallées és Thouars községekkel határos.

## Népesség
A település népességének változása:
| Lakosok száma | 598  | 620  | 643  | 635  | 643  | 644  | 637  | 629  | 621  |
|               | 2013 | 2015 | 2016 | 2017 | 2018 | 2019 | 2020 | 2021 | 2022 |